# دریاچه کویوجوک
دریاچه کویوجوک (ترکی استانبولی: Kuyucuk Gölü) یک دریاچه در استان قارص کشور ترکیه است.